# 5 Makkabeeën
5 Makkabeeën is een oud Joods geschrift dat de geschiedenis van de Joden in de tweede en de eerste eeuw voor Christus behandelt. Dat was de tijd van de Makkabeese opstanden.

## Inhoud
Het boek beschrijft de gebeurtenissen vanaf Heliodorus’ poging de tempelschatkist te roven in 186 voor Christus tot aan de dood van de beide zonen van Herodes de Grote rond 6 voor Christus. Het is weinig meer dan een samenvatting van de gebeurtenissen die al worden beschreven in 1 en 2 Makkabeeën en de relevante hoofdstukken van Flavius Josephus. Alleen hoofdstuk 12 is origineel,  maar ‘wemelt ook van fouten van velerlei aard’.
Net als andere Makkabeeënboeken is dit werk bedoeld om de joden te troosten in hun lijden en hen aan te sporen standvastig de Mozaïsche wetten te blijven naleven.  

## Tekst
Het boek is bewaard gebleven als Arabische tekst, maar was waarschijnlijk oorspronkelijk in het Hebreeuws geschreven, blijkens talrijke hebraïsmen in de tekst. Aangezien er nooit een spoor van een Hebreeuwse versie is gevonden, nemen sommige geleerden (onder wie Günther Zunz, Heinrich Graetz en Samuel Davidson) aan dat het werk in het Arabisch is opgesteld aan de hand van Hebreeuwse aantekeningen.  
Vermoedelijk was de auteur een jood die leefde in de periode na de verwoesting van de tempel in het jaar 70. 
Het boek vertoont enige gelijkenis met de kronieken van Josippon, een joodse schrijver uit de tiende eeuw.
Het boek is noch door joden, noch door christenen ooit als canoniek erkend.

## Titel
De aanduiding ‘5 Makkabeeën’ werd in 1832 geïntroduceerd door Henry Cotton en overgenomen door Samuel Davidson en anderen. Het boek staat ook wel bekend als Arabische 2 Makkabeeën en Arabische Makkabeeën. De naam wordt ook wel gebruikt voor een tekst die is opgenomen in de Translatio Syra Peshitto, bewerkt door Antonio Maria Ceriani (1879), die echter niets meer is dan een Syrische versie van het zesde boek van Josephus' geschiedwerk De Joodse oorlog.